# Ginástica artística nos Jogos Olímpicos de Verão de 2012 - Argolas
A final masculina das argolas da ginástica artística nos Jogos Olímpicos de Verão de 2012 foi realizada na North Greenwich Arena de Londres, em 6 de agosto.

## Medalhistas
| Ouro   | BRA Arthur Zanetti |
| Prata  | CHN Chen Yibing    |
| Bronze | ITA Matteo Morandi |

## Qualificatória
| Pos. | Ginasta                | Pontos | Nota |
| ---- | ---------------------- | ------ | ---- |
| 1    | CHN Chen Yibing        | 15.858 | Q    |
| 2    | ITA Matteo Morandi     | 15.766 | Q    |
| 3    | RUS Aleksandr Balandin | 15.666 | Q    |
| 4    | BRA Arthur Zanetti     | 15.616 | Q    |
| 5    | RUS Denis Ablyazin     | 15.500 | Q    |
| 6    | PUR Tommy Ramos        | 15.500 | Q    |
| 7    | ARG Federico Molinari  | 15.333 | Q    |
| 8    | BUL Jordan Jovtchev    | 15.308 | Q    |
| 9    | UKR Ihor Radivilov     | 15.300 | R    |
| 10   | USA Jonathan Horton    | 15.166 | R    |
| 11   | JPN Kazuhito Tanaka    | 15.100 | R    |

- Q – Qualificado para a final
- R – Reserva

## Final
| Pos.              | Ginasta                | Nota D | Nota E | Pen. | Total  |
| ----------------- | ---------------------- | ------ | ------ | ---- | ------ |
| Medalha de ouro   | BRA Arthur Zanetti     | 6.800  | 9.100  |      | 15.900 |
| Medalha de prata  | CHN Chen Yibing        | 6.800  | 9.000  |      | 15.800 |
| Medalha de bronze | ITA Matteo Morandi     | 6.800  | 8.933  |      | 15.733 |
| 4                 | RUS Aleksandr Balandin | 6.700  | 8.966  |      | 15.666 |
| 5                 | RUS Denis Ablyazin     | 6.600  | 9.033  |      | 15.633 |
| 6                 | PUR Tommy Ramos        | 6.800  | 8.800  |      | 15.600 |
| 7                 | BUL Jordan Jovtchev    | 6.600  | 8.508  |      | 15.108 |
| 8                 | ARG Federico Molinari  | 6.700  | 8.033  |      | 14.733 |